# Ochotona rutila
Il pica del Turkestan o pica muto (Ochotona rutila Nikolaj Alekseevič Severcov, 1873) è un mammifero lagomorfo della famiglia degli Ocotonidi. Viene chiamato anche pica rosso, tuttavia tale nome comune può dare facilmente adito a confusioni di sorta con la specie cinese Ochotona erythrotis, specie allopatrica nota anch'essa col nome comune di "pica rosso".

## Distribuzione
La specie è diffusa sulle catene montuose del Tien Shan, del Pamir, del Kirgiz e del Gissar, in una zona compresa politicamente fra il Turkestan russo e l'Afghanistan settentrionale. La si trova ad altezze comprese fra i 2000 ed i 3000 m, dove ha distribuzione frammentata e predilige le foreste di pecci e le zone prative sui crinali rocciosi.

## Descrizione

### Dimensioni
Misura poco più di 20 cm di lunghezza, per un peso che raggiunge i 380 g.

### Aspetto
Hanno un aspetto simile a quello di grossi criceti, con corpo corto e tozzo ed una grossa testa arrotondata, con orecchie piccole ed arrotondate: possiedono inoltre vibrisse piuttosto lunghe (fino a nove centimetri e mezzo).

I maschi e le femmine sono identici, fatta eccezione per la stagione degli amori, quando la femmina tende ad irrobustirsi e pesare più del maschio. Sia il maschio che la femmina possiedono una cloaca che dev'essere estroflessa per determinare il sesso dell'animale.

Questi animali mutano il pelo due volte all'anno, cambiano il colore del mantello ad ogni muta: dopo la muta estiva, il pelo è di color ruggine dorsalmente (da cui il nome comune di "pica rosso"), con sfumature gialle su fianchi e ventre. Dopo la muta invernale, invece, il mantello assume colore grigiastro, con maculature sparse di colore bruno scuro. Sia nel mantello estivo che in quello invernale è presente un collarino color crema che, partendo dalle orecchie, cinge la nuca.

## Biologia
Si tratta di animali solitari e territoriali: ciascun individuo (al massimo una coppia) delimita un proprio territorio tramite un'apposita ghiandola odorosa. Tale territorio solitamente si estende per un raggio di cento metri dalla propria tana, costituita da una cavità naturale nella roccia che viene allargata man mano dall'occupante: la tana viene utilizzata anche come dispensa per il cibo.

Il grado di attività di questi animali varia in funzione alle condizioni atmosferiche: in particolare, è stata dimostrata una dipendenza fra la temperatura dell'ambiente e la temperatura corporea dell'animale. I pica del Turkestan, infatti, tendono a passare i periodi caldi in stato di semi-inattività, limitandosi a muoversi all'alba ed al crepuscolo. Durante il passaggio fra i mesi estivi e quelli invernali, invece, quando la temperatura è più mite a causa delle frequenti piogge, questi animali lavorano alacremente al fine di ammassare nei pressi della propria tana il maggior quantitativo possibile di erbacee, che fungeranno da scorta alimentare per l'inverno. D'inverno, infatti, le condizioni meteorologiche caratterizzate da neve quasi permanente e forti raffiche di vento impossibilitano i pica ad uscire dalle proprie tane per lungo tempo, ed essi passano la stagione invernale in stato di semi-torpore (ma non vanno in letargo) dipendendo quasi del tutto dalle provviste accumulate in autunno.

A differenza della maggior parte delle specie congeneri, che sono solite utilizzare lunghi e rumorosi fischi per comunicare fra loro, questi animali sono assai silenziosi (da cui l'appellativo "muto").

### Alimentazione
Si tratta di animali erbivori, piuttosto frugali per quanto riguarda l'alimentazione: infatti, pur preferendo i boccioli ed i germogli, si nutrono di qualsiasi parte della pianta, dalla corteccia allo stelo. Mangiano anche i licheni.

### Riproduzione
Pare che questi animali formino coppie monogame, che collaborano nella difesa del territorio: i due partner interagiscono fra loro piuttosto violentemente. La riproduzione avviene due o tre volte l'anno, durante la primavera e l'estate. I cuccioli, in numero di 4-6, nascono già ricoperti di pelo, tuttavia sono sordi e ciechi: l'udito viene acquistato attorno ai nove giorni d'età, mentre gli occhi vengono aperti dopo il dodicesimo giorno. Sia il maschio che la femmina partecipano all'allevamento dei cuccioli, che vengono svezzati attorno al ventesimo giorno d'età: a questo punto sono praticamente indistinguibili dai propri genitori, tuttavia non si allontanano da essi che l'estate successiva, quando si allontanano dal luogo natio per stabilirsi in un proprio territorio, spesso evitando qualsiasi interazione con conspecifici fino a questo momento. La maturità sessuale viene raggiunta attorno all'anno d'età: i pica del Turkestan sono soliti scegliere il proprio compagno fra quelli dei territori confinanti.
La speranza di vita di questi animali è di circa tre anni: tuttavia, solo poco più del 20% dei cuccioli arriva al secondo anno di vita.